# Brent Crater
Brent Crater är en nedslagskrater i Kanada.   Den ligger i provinsen Ontario, i den sydöstra delen av landet, 230 km väster om huvudstaden Ottawa. Brent Crater ligger 335 meter över havet.